# Jake Packard
Jake Packard (Sydney, 20 juni 1994) is een Australische zwemmer. Hij vertegenwoordigde zijn vaderland op de Olympische Zomerspelen 2016 in Rio de Janeiro.

## Carrière
Bij zijn internationale debuut, op de Pan-Pacifische kampioenschappen zwemmen 2014, eindigde Packard als zesde op de 100 meter schoolslag. Op de 4x100 meter wisselslag veroverde hij samen met Mitch Larkin, Tommaso D'Orsogna en Cameron McEvoy de bronzen medaille. In Doha nam de Australiër deel aan de wereldkampioenschappen kortebaanzwemmen 2014. Op dit toernooi strandde hij in de halve finales van de 100 meter schoolslag en in de series van zowel de 50 als de 200 meter schoolslag. Samen met Mitch Larkin, Tommaso D'Orsogna en Cameron McEvoy eindigde hij als zesde op de 4x100 meter wisselslag.
Op de wereldkampioenschappen zwemmen 2015 in Kazan eindigde Packard als vijfde op de 100 meter schoolslag. Op de 4x100 meter wisselslag sleepte hij samen met Mitch Larkin, Jayden Hadler en Cameron McEvoy de zilveren medaille in de wacht.
Tijdens de Olympische Zomerspelen van 2016 in Rio de Janeiro werd de Australiër uitgeschakeld in de halve finales van de 100 meter schoolslag. Samen met Mitch Larkin, David Morgan en Kyle Chalmers behaalde hij de bronzen medaille op de 4x100 meter wisselslag.

## Internationale toernooien
| Jaar | Olympische Spelen                      | WK langebaan                           | WK kortebaan                                                                    | PanPacs                                | Gemenebestspelen |
| ---- | -------------------------------------- | -------------------------------------- | ------------------------------------------------------------------------------- | -------------------------------------- | ---------------- |
| 2014 |                                        |                                        | 23e 50m schoolslag 11e 100m schoolslag 16e 200m schoolslag 6e 4x100m wisselslag | 6e 100m schoolslag · 4x100m wisselslag | geen deelname    |
| 2015 |                                        | 5e 100m schoolslag · 4x100m wisselslag |                                                                                 |                                        |                  |
| 2016 | 9e 100m schoolslag · 4x100m wisselslag |                                        | 6-11 december                                                                   |                                        |                  |

## Persoonlijke records
Bijgewerkt tot en met 6 augustus 2016
Kortebaan
| Afstand         | Tijd    | Datum           | Plaats   |
| --------------- | ------- | --------------- | -------- |
| 50m schoolslag  | 26,97   | 8 november 2014 | Adelaide |
| 100m schoolslag | 57,54   | 3 december 2014 | Doha     |
| 200m schoolslag | 2.07,38 | 7 november 2014 | Adelaide |

Langebaan
| Afstand         | Tijd    | Datum            | Plaats         |
| --------------- | ------- | ---------------- | -------------- |
| 50m schoolslag  | 27,86   | 12 april 2016    | Adelaide       |
| 100m schoolslag | 59,26   | 6 augustus 2016  | Rio de Janeiro |
| 200m schoolslag | 2.12,19 | 12 december 2015 | Brisbane       |